# Otto Lindig

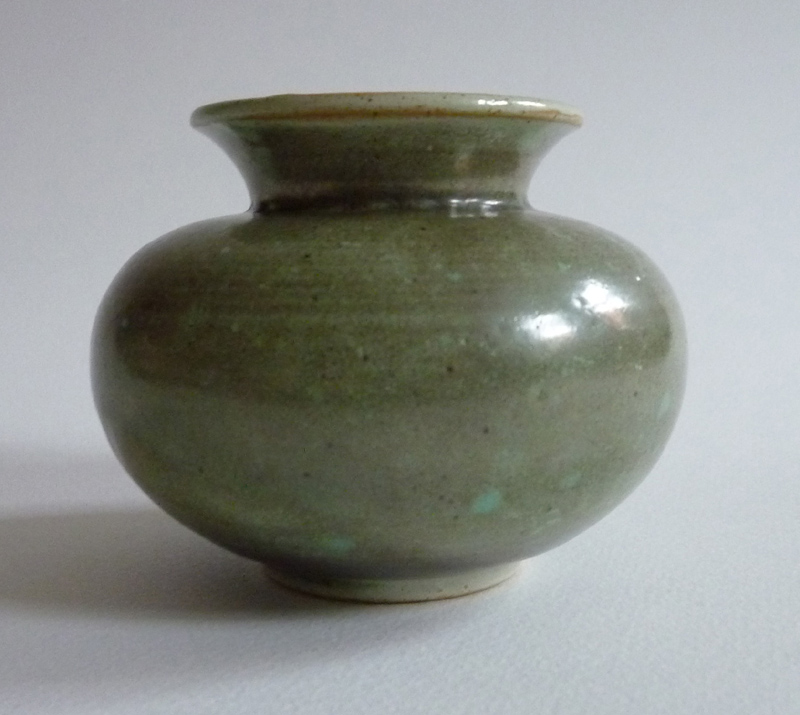
Otto Lindig, Vase, Keramik mit Kupferoxidglasur und leichtem Lustereffekt, Höhe ca. 7 cm, Privatbesitz

Otto Lindig (* 4. Januar 1895 in Pößneck; † 4. Juli 1966 in Wiesbaden) war ein deutscher Keramiker und Bildhauer.

## Werdegang
Lindig besuchte von 1909 bis 1911 die Zeichen- und Modellierschule in Lichte (Thüringen) und machte anschließend eine Lehre im Atelier Bechstein in Ilmenau. 1913 trat er in die Keramik- und Modellierklasse der Großherzoglichen Kunstgewerbeschule Weimar unter Henry van de Velde ein. Ab 1915 bis 1918 studierte er Bildhauerei an der staatlichen Akademie Weimar unter Richard Engelmann. 1919 erhielt er ein Meisteratelier an der Kunstgewerbeschule.

## Bauhaus-Töpferei Dornburg
1920 wurde durch das Staatliche Bauhaus Weimar im herzoglichen Marstall des Rokokoschlosses in Dornburg/Saale eine seit 1802 im Familienbetrieb bestehende Töpferwerkstatt (Krehan) übernommen, die der Arbeitsplatz von Gerhard Marcks, Max Krehan, Otto Lindig, Marguerite Friedlaender und Theodor Bogler werden sollte. 1920 wurde Lindig dort Lehrling und machte 1922 die Gesellenprüfung. Er übernahm zusammen mit seinem Schwager Theodor Bogler als Geselle die technische Leitung der Bauhaustöpferei. Es war die einzige existierende Bauhauswerkstatt außerhalb Weimars. Doch waren die Möglichkeiten zur seriellen Produktion für Lindig und die anderen Künstler sehr beschränkt. Er stellte Entwürfe her, nach denen nach 1925 in der Keramikwerkstatt Kaffee-, Teegeschirre und Schalen, ferner Vasen und Krüge produziert wurden. Die für ihn typische, bestechend einfache Gestaltung fand auch international Anerkennung, für eine Vase erhielt er 1937 den Grand Prix der Pariser Weltausstellung. Als das Bauhaus 1925 von Weimar nach Dessau wegzog und es dort keine Keramikwerkstatt mehr gab, wurde die Dornburger Werkstatt institutionell der Staatlichen Bauhochschule in Weimar angegliedert. Lindig legte 1926 in Dornburg die Meisterprüfung ab und blieb leitend in der Werkstatt tätig, wo er neben der eigenen Produktion auch an der Bauhochschule Eingeschriebene ausbildete.
Als 1930 in Thüringen mit Wilhelm Frick der erste nationalsozialistische Minister in einer deutschen Landesregierung an die Macht kam und man den „Kulturrassisten“ Paul Schultze-Naumburg zum Direktor der Weimarer Kunsthochschule berief, wurde die Bauhochschule geschlossen. Damit erlosch auch jede institutionelle Anbindung der Dornburger Werkstatt und finanzielle Zuwendungen versiegten. Nichtsdestotrotz führte Otto Lindig ab 1930 die Werkstatt als privater Pächter weiter. Seine moderne Formgebung erregte bei den neuen Machthabern, die zumal das deutsche Handwerk zu fördern behaupteten, keinen Anstoß. Doch die Werkstatt blieb auf Dauer völlig unrentabel: Am Ende konnte Lindig weder die Pacht noch andere Zahlungen auch nur annähernd begleichen. Im letzten Kriegsjahr wurde er zur Wehrmacht eingezogen, nach seiner Rückkehr aus der Kriegsgefangenschaft gab er am 31. März 1946  die Dornburger Werkstatt endgültig auf.

## Hamburg
1947 folgte Otto Lindig durch Vermittlung seiner ehemaligen Dornburger Assistentin Liebfriede Bernstiel dem Ruf seines ehemaligen Lehrers Gerhard Marcks an die Landeskunstschule Hamburg (später  Hochschule für bildende Künste). 1947 bis 1960 war er dort Leiter der Keramikabteilung. Zeitweilig lebte und arbeitete er mit seiner Lebensgefährtin Liebfriede Bernstiel in Hamburg; 1952 wurde die gemeinsame Tochter Christiane geboren. 1973 wurden Arbeiten des Handwerker-Künstlers im Kunstgewerbemuseum in Zürich, 1978 im Kunstgewerbemuseum der Stadt Köln und 1990 im Museum für Kunst und Gewerbe in Hamburg gezeigt. Gelegentlich sind keramische Arbeiten des Künstlers im Auktionshandel zu finden. Die Tochter Otto Lindigs und Liebfriede Bernstiels, Christiane Bernstiel, ist selbst Keramikerin geworden und setzt die Formtradition von Vater und Mutter fort, nicht zuletzt indem sie Kannen Otto Lindigs in jährlich limitierter Auflage aus den Originalformen herstellt. Der Keramiker Lutz Könecke, Urenkel Otto Lindigs, versteht seine Arbeit ebenfalls in Fortsetzung des Formverständnisses seines Urgroßvaters.